# Väster, Örebro

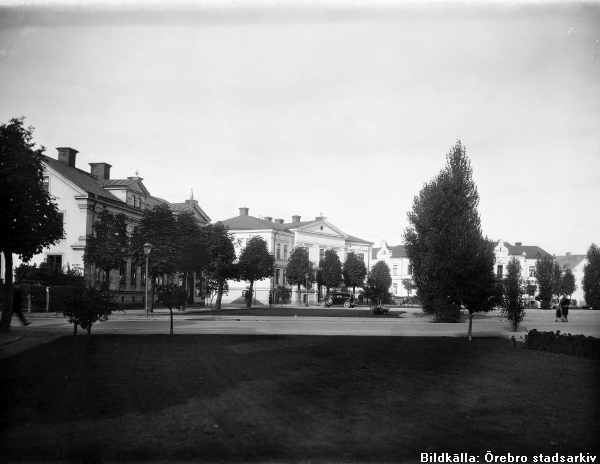
Vasatorget i Örebro, cirka 1930. Bildkälla: Örebro stadsarkiv / Eric Sjöqvist

Västra stadsdelen i Örebro ligger väster om järnvägen, norr om Svartån. Innan inkorporerandet av Längbro landskommun i Örebro stad, begränsades den västra stadsdelen på ett effektivt sätt av Längbro, som bredde ut sig bågformat väster och norr om Örebro. Idag begränsas Väster av Holmens villaområde och Hjärsta i norr, och av Rosta, Västra Mark och Markbacken i väster. Om Västra Mark och kvarteren kring Vallmogatan ska räknas in i Väster är en definitionsfråga.

## Väster före 1888
På 1870-talet började befolkningen växa ur de centrala delarna av Örebro. Redan hade viss byggnadsverksamhet börjat förekomma på det s.k. Västra gärdet, och stadens ledande män ville hellre förekomma än att låta sig förekommas. En stadsplan för de västra områdena av staden var således aktuell. Man diskuterade länge hur denna borde se ut. Ett "rätlinjigt" förslag såg länge ut att vinna, men lektor Adolf Kjellström förde fram ett solfjäderformigt förslag, med Place de l'Etoile i Paris och Karlaplan, Stockholm som förebilder. Telegrafkommissarien Arvid Gumælius förmådde Stadsfullmäktige år 1878 att följa Kjellströms förslag. Resultatet blev 1888 års stadsplan, där det solfjäderformiga Vasatorget utgör den västra stadsdelens grund.
Före 1888 var bebyggelsen väster om järnvägen sparsam. På den plats där Nämndhuset idag ligger, låg huset Barkenlund, som först var sommarställe, senare kafé och sist luffarhärbärge. Huset revs 1932. Enstaka gårdar och hus låg på de västra gärdena. Ett sådant ställe var Ånäs, som låg längs  Svartån på vägen mot Rosta. Ett annat var Gustafsberg, som låg vid nuvarande Karlsgatan (nr. 26-28). Vid gamla Ekersgatan (innan dagens sträckning) låg flera små trähus. Wettersta var ett av dem. Det låg vid Ekersgatan 30. En skola - Brolyckans skola vid Kilsplan - byggdes redan under åren 1881-82.
Angränsande till den nya stadsdelen i väst och i norr var Längbro landskommun. Örebro stad gjorde kring förra sekelskiftet åtskilliga framstötar hos Kunglig Majestät om inkorporeringar. Markgatan var intill 1903 stadens gräns mot Längbro. Inte förrän vid årsskiftet 1936-37 inkorporerades de återstående delarna av Längbro.

## Väster efter 1888
Efter 1888 växte Väster fram i snabb takt. År 1900 stod Västra folkskolan klar. Den bytte senare namn till Vasaskolan. Samma år byggdes en träbro, Hagabron över Svartån, så att Hertig Karls Allé kunde ansluta till Rudbecksgatan. Redan år 1896 invigdes Hagaparken invid Svartån.

## Hertig Karls Allé
Hertig Karls Allé är huvudgatan i nord-sydlig riktning genom Väster. I sydväst övergår den i Rudbecksgatan vid Hagabron. I norr byter den namn till Hedgatan i höjd med Trängkårsvägen.

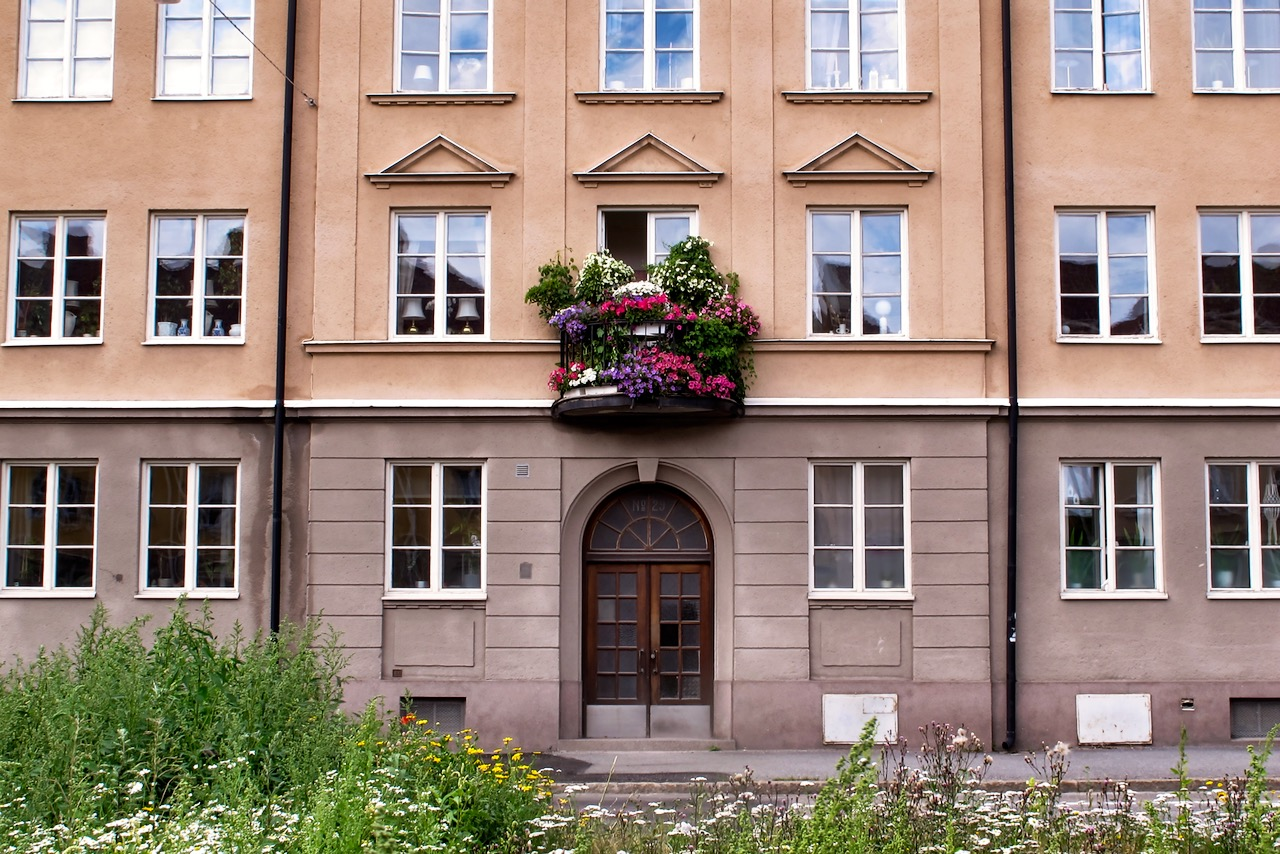
Hertig Karls Allé 29.

Hertig Karls Allé anlades som Västra allén år 1888. År 1901 byttes namnet till det nuvarande. Gatan nådde då upp till korsningen med Markgatan, där Längbro landskommun tog vid. Gatan fick sitt namn efter Hertig Karl, senare Karl IX, som var hertig över Södermanland, Närke och Värmland. Han tog en mycket aktiv del i styrandet av hertigdömet. Allén finns i stadsplan A12 från år 1900 och byggdes som en boulevard efter en förebild från Paris. 
År 1940 förlängdes Hertig Karls Allé till korsningen med Västra Nobelgatan, och år 1945 fick gatan sin nuvarande sträckning upp till korsningen Trängkårsvägen.
Längs Hertig Karls Allé ligger (från syd till norr) Hagaparken, Vasaskolan (nu riven), Karlaparken, Karl Johans park, Hertig Karls plan, Tegnérlunden och Tegnérskolan.
År 2012 konstaterades att almarna längs Hertig Karls Allé var drabbade av almsjukan. År 2013 hade samtliga almar tagit ned.

## Industrier på Väster

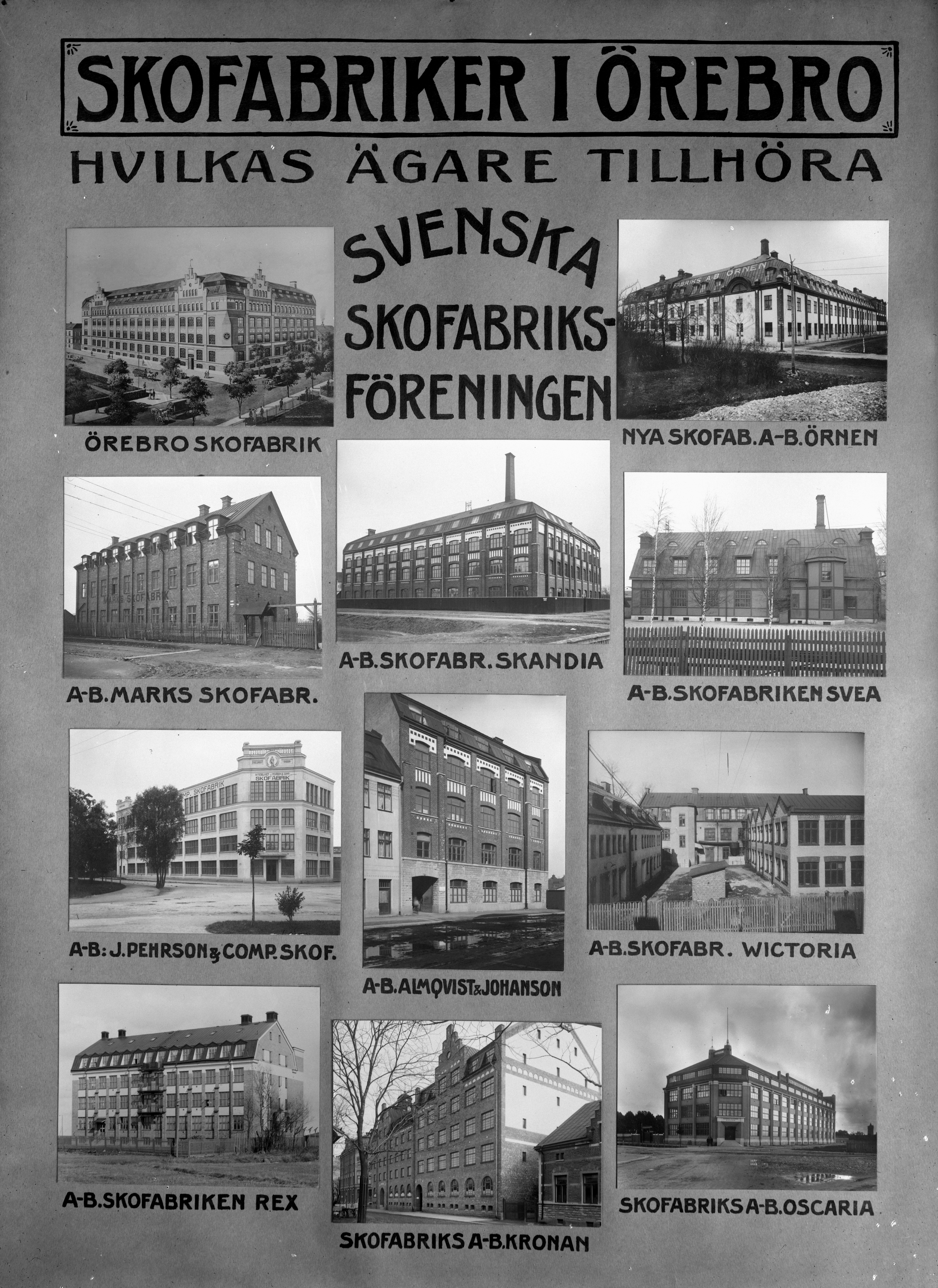
Skofabriker i Örebro 1916. Montage av bilder på 11 skofabriker. Örebro Skofabrik, AB Marks Skofabrik, AB Skofabriken Svea, AB Almqvist & Johansson, AB Skofabriken Rex, Skofabriken AB Oscaria, Nya Skofabriken AB Örnen, AB Skofabriken Skandia, AB J.Pehrson & Co Skofabrik, AB Skofabrik Wictoria, Skofabriks AB Kronan.

En av de första industrierna som etablerade sig (1883) på Väster var Bröderna Eriksons Mek. Snickerifabrik, som låg vid Fridå, intill järnvägsbron. Efter att företaget senare flyttat till Västå-området, övertogs tomten 1914 av Industri AB Viking, Hagagatan 7, som bl.a. tillverkade skokräm. En annan snickerifabrik, Oskar & Georg Erikssons mek. snickerifabrik låg vid Angelgatan 5-7.
Örebro Läns Mejeri startade vid Hagagatan 26-28 år 1904. År 1920 bildades Örebro Ortens Mejeriförening och därmed skedde en sammanslagning med AB Hallsbergs Mejeri. Mejeriet var här verksamt alla åren tills nytt mejeri stod färdigt 1954 på norr vid Längbrogatan. På Hagagatan finns Mejerikontoret kvar, och är k-märkt. Efter mejeriets flytt till Norr, fanns Sjömarks gummiverkstad i lokalerna och angränsande område. Två bryggerier fanns inom området: Wasa-bryggeriet med adress Karlslundsgatan 4 1891-1972 och Zenks bryggeri AB som låg längre upp på Karlslundsgatan under åren 1906-48.
Ekströms fabriker, med tillverkning av bl.a. nyponsoppa flyttade in i nya lokaler i hörnet av Ringgatan och V. Bangatan år 1957. Fabriken ligger nu på annat håll i staden. Nästan granne med Ekströms byggde AB Littorin Rydén Boktryckeri en fastighet med adress V. Bangatan 21.
Den första skofabriken i Örebro låg vid Markgatan 18 och hette Marks skofabrik. Driften startade 1898. Den flyttade senare till Fredsgatan 4. Andra skofabriker som låg på väster var :
- AB Skofabriken Skandia, Vivallagatan 8 (nuv. Folkungagatan), grundad 1907, nedlagd 1967
- Gottfrid Karlssons Skofabrik AB, Älvtomtagatan 12-14, grundad 1936, nedlagd 1968
- AB Pehrson & Comp., V. Bangatan 13-17, grundad 1901, nedlagd 1963
- AB Almqvist & Johansson, Ringgatan 15, grundad 1899 i Kumla, på Ringgatan fr.om. 1913, nedlagd 1968 (låg då vid Klostergatan)
- C.E. Carlsson skofabrik, Malmgatan 14 [6]
- AB Skofabriken Royal, Lövstagatan 9 [7]
- Skomanufaktur Solid, Malmgatan 42 [8]
- Örebro sportindustri, Markgatan 26 [9]

(Enligt Nordisk Familjebok, uggleupplagan,  var Örebro Skofabrik, startad 1895 den första skofabriken i Örebro. Hur den kom till beskrivs i "Örebro första baptistförsamling" p 19 ff ). 
Inom textilbranschen fanns på Väster Ö.S.B.-industrier vid Markgatan 18. Man kom bl.a. att tillverka militärartiklar såsom pälsar, ryggsäckar och skjortor.
Järn- och metallindustri var även representerade på Väster. K.G. Åkermans eftr., H. Källgren & co. var beläget vid Karlslundsgatan 16, och Örebro maekaniska verksatd vid Angelgatan 5. Värmelednings AB Radiator låg vid Ringgatan 19.

## Vasastan
Vasastan är en synonym till Väster.